# لويس إمبرغر
لويس إمبرغر (بالفرنسية: Louis Emberger)‏ (و. 1897 – 1969 م) هو عالم نبات من فرنسا.
توفي عن عمر يناهز 72 عاماً.

## جوائز
حصل على جوائز منها:
- وسام جوقة الشرف.[5]